# Губари (Воронежская область)
Губари — село в Воронежской области Российской Федерации. Входит в Борисоглебский городской округ. На момент основания относилось к Новохопёрскому уезду.

## География
Расположено в центральной России в чернозёмной зоне земледелия. Село расположено на берегу реки Хопёр.

## Население
| 1859 | 1897  | 2010  |
| ---- | ----- | ----- |
| 2966 | ↗3678 | ↘1028 |

## История
Село Губари основалось в 1757 году выходцами из села Петровского-Мерлина, высланных сюда господином Лукой Варфоломеевичем Ельмениновым, в количестве 5 семей, а 1762 году переселилось ещё 9 семей. В этом же году из села Дубаново, Козловского уезда пришли 70 душ. В 1771 году прибавилось ещё 200 человек переселенцев из разных уездов, в числе их 13 семей из села Иноковка и 10 семей из села Коптево. В 1773 году начато строительство церкви, священником при ней назначен Иван Панфилов, (посвящён в 1772 году, 27 сентября), дьяконом назначен Дементий Наумов. Иконостас для церкви написан в 1777 году. В 1800 году село Губари отошло от Тамбовской епархии в Саратовскую и Пензенскую, а в 1804 году 20 января переведена в епархию Воронежскую и Черкасскую, (о чём свидетельствует выписка из Воронежских Епархиальных ведомостей за 1866 год, № 2 страница 39). По ревизии 1782 года в селе проживало 417 человек, а по аналогичной ревизии 1795 года в селе Губари проживало уже 550 человек. Насчитывалось 150 дворов. На начало XX века в селе проживало 3875 жителей и было 475 дворов. Жители, великороссияне, занимались хлебопашеством и рыболовством. Работали церковно-приходская и земская школы; фельдшерский пункт, масленый завод.

## Инфраструктура
Основное занятие населения — частное земледелие. Имеется школа, больница. Главная достопримечательность села — церковь Знамения Пресвятой Богородицы, построенная в XVIII веке, перестроенная в 1916 году и отреставрированная в 2000-е.

## Известные люди
В селе родились Герой Советского Союза Пётр Георгиевич Рябых, кавалер ордена „Красной Звезды“, ордена Отечественной войны I степени Саблин, Борис Петрович.